# دوباره آمد
دوباره آمد (انگلیسی: He's in Again) یک فیلم کمدی صامت کوتاه به کارگردانی چارلی چیس است که در سال ۱۹۱۸ منتشر شد. از بازیگران این فیلم می‌توان به اولیور هاردی، لئو وایت، بیلی وست، چارلی چیس، باد راس و استنتون هک اشاره کرد.